# Хосе Рафаель Моліна Уренья
Хосе Рафаель Моліна Уренья (ісп. José Rafael Molina Ureña; 31 січня 1921, Сан-Франсиско-де-Макорис,  Домініканська Республіка - 22 травня 2000) - домініканський державний діяч, в.о. президента Домініканської Республіки (1965).

## Біографія
Здобув вищу юридичну освіту. З 1948 року як доктор права викладав юридичні науки в Університеті Санто-Домінго. Працював юристом, здобув освіту в сфері торгового права і соціальних наук у Франції та в Коста-Риці.
Висувався на пост президента країни від Домініканської революційної партії. Пізніше став генеральним секретарем і президентом партії Революційної незалежності (Partido Revolucionario Independiente). Під час президентства Хуана Боша в лютому-вересні 1963 року обіймав посади віце-президента і голови Установчих зборів і Палати депутатів.
Після того як в квітні 1965 року в результаті повстання з вимогою повернути Хуана Боша на пост президента і відновлення Конституції 1963 повстанці зайняли столицю країни, був призначений виконуючим обов'язки президента країни. Однак уже через два дні президентом був проголошений полковник Франсіско Альберто Кааманьйо, якого повинен був змінити після повернення з пуерто-риканського заслання Бош.
У 1966-1968 роках був послом в Організації Об'єднаних Націй.
У 1968-1971 роках був послом у Франції.
В 1980-1981 роках, президент консультативної ради Seguros (JUCOSE), а до цього - генеральний адміністратор.